# Hrudek (Tyniewicze Duże)
Hrudek – część wsi Tyniewicze Duże w Polsce, położona w województwie podlaskim, w powiecie hajnowskim, w gminie Narew. 
W latach 1975−1998 Hrudek administracyjnie należał do województwa białostockiego.